# Iwaczów Górny
Iwaczów Górny – wieś na Ukrainie w rejonie tarnopolskim należącym do obwodu tarnopolskiego.

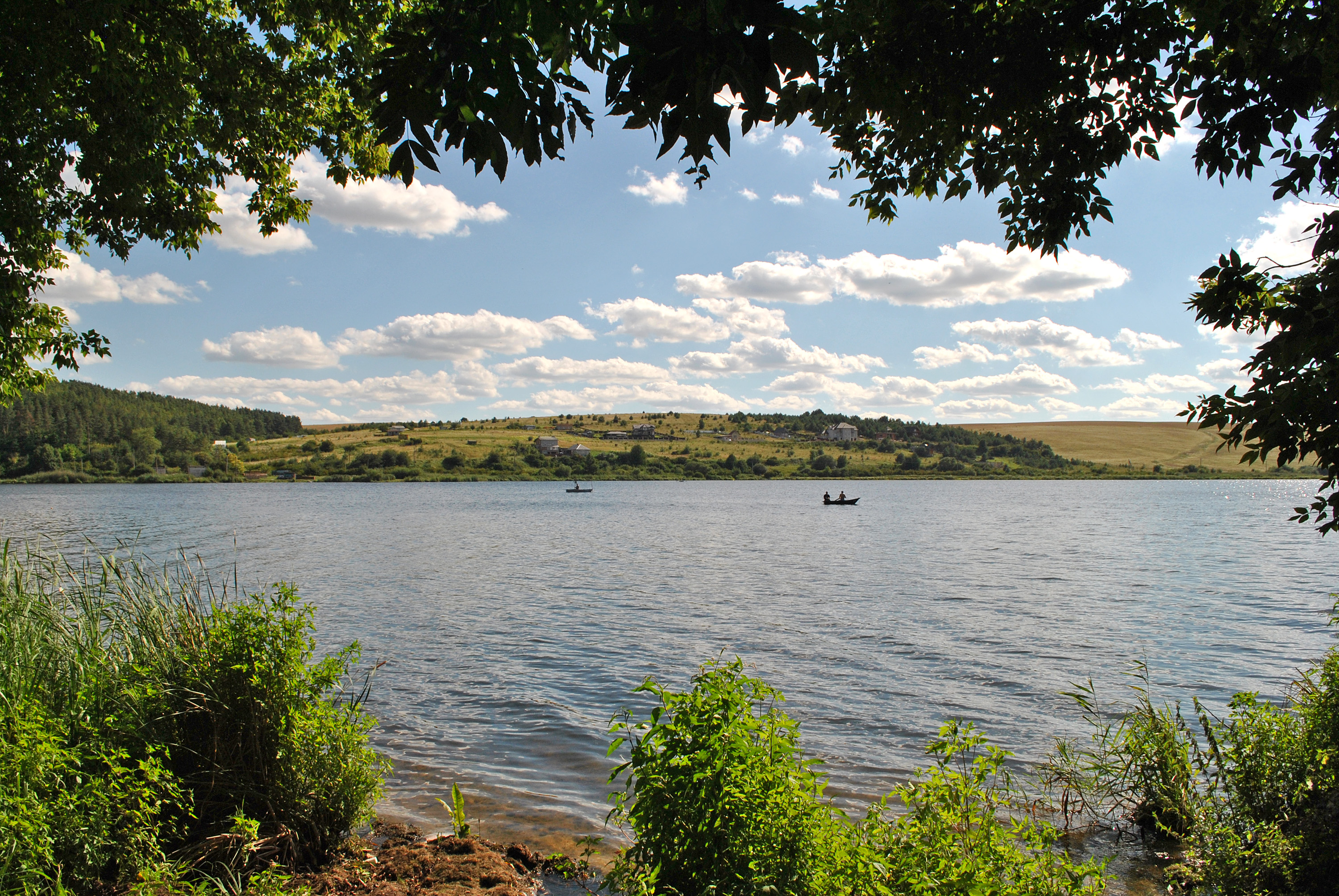
Zbiornik wodny w Iwaczówie Górnym
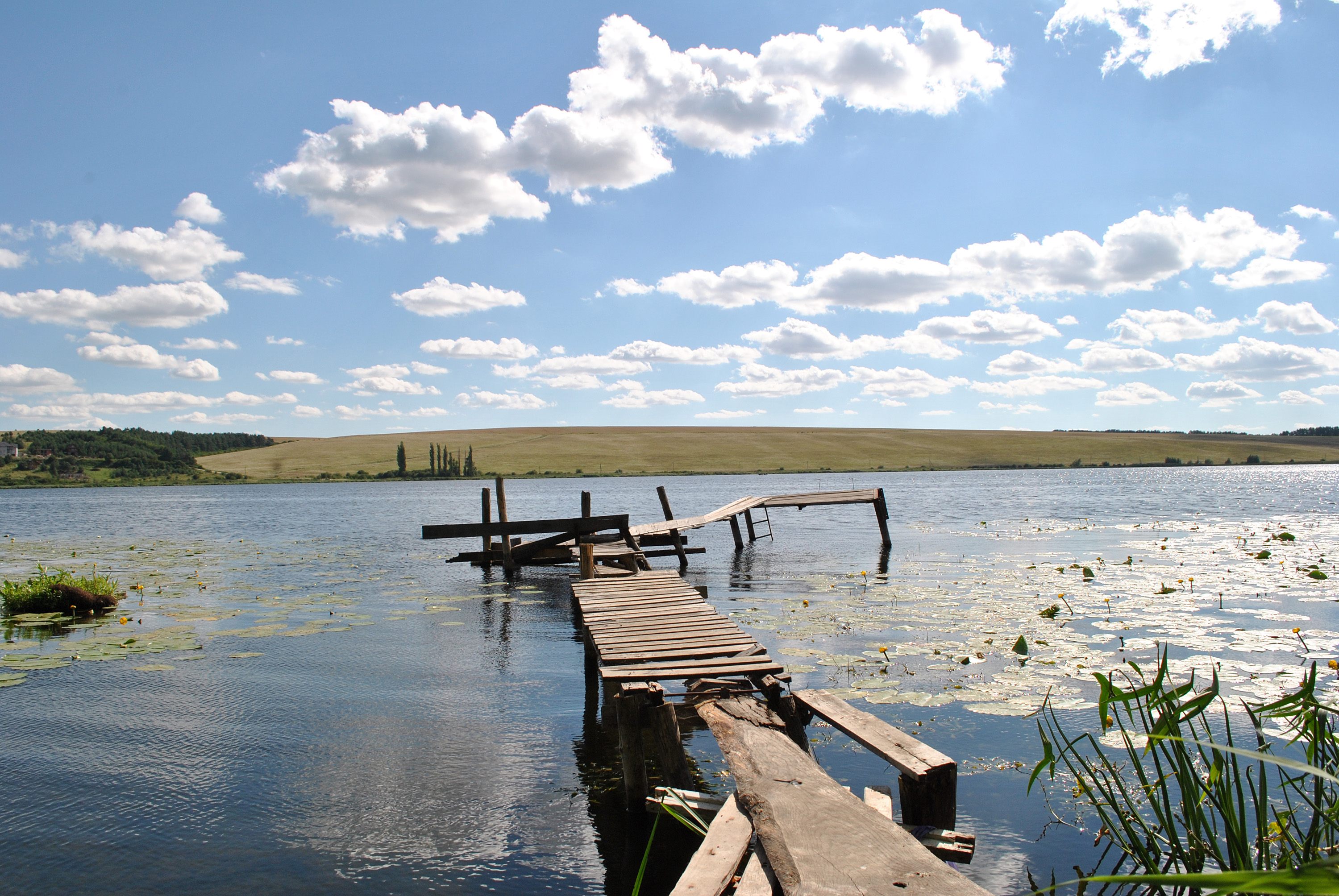
Krajobraz stawu
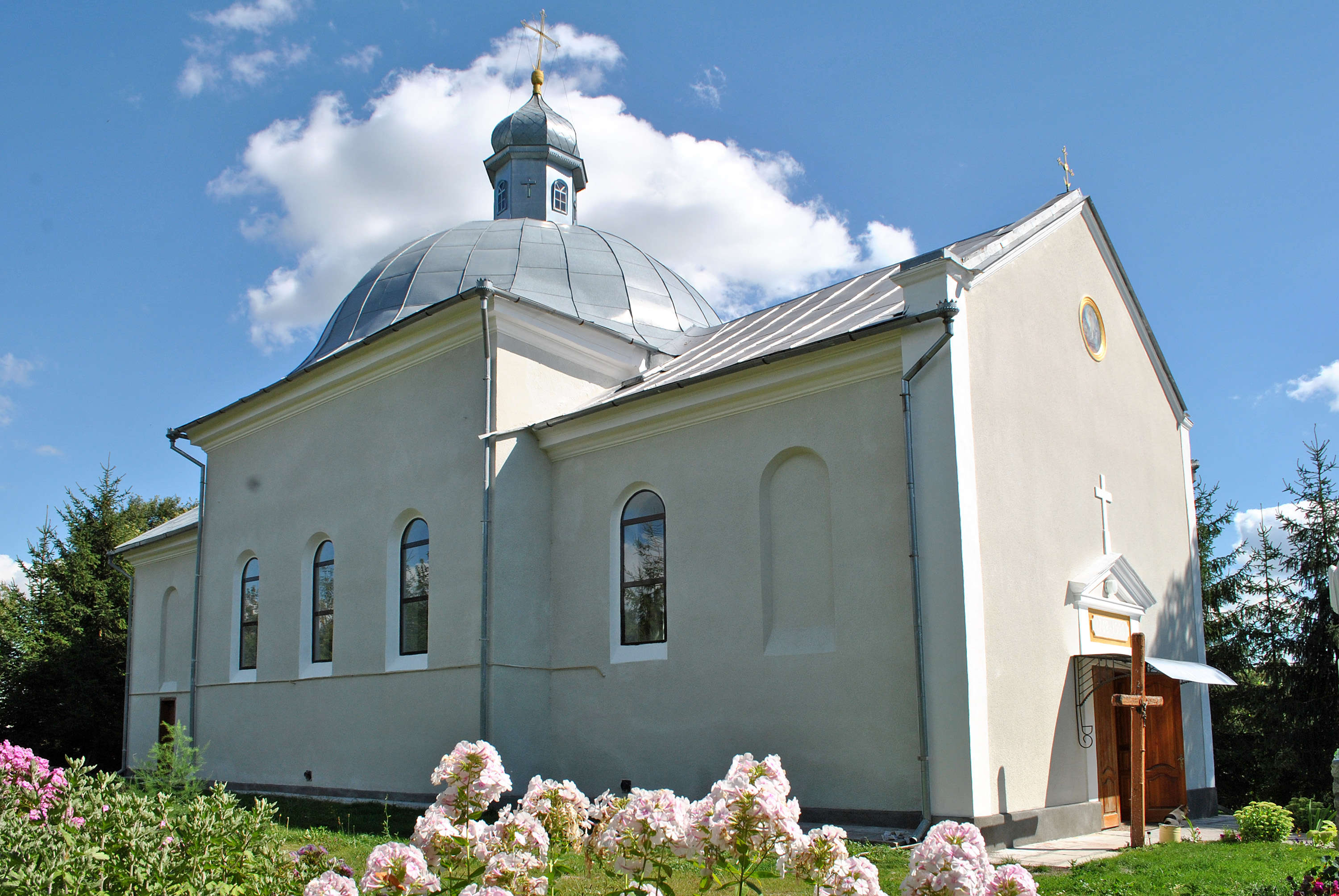
Cerkiew Zmartwychwstania Pańskiego UGCC
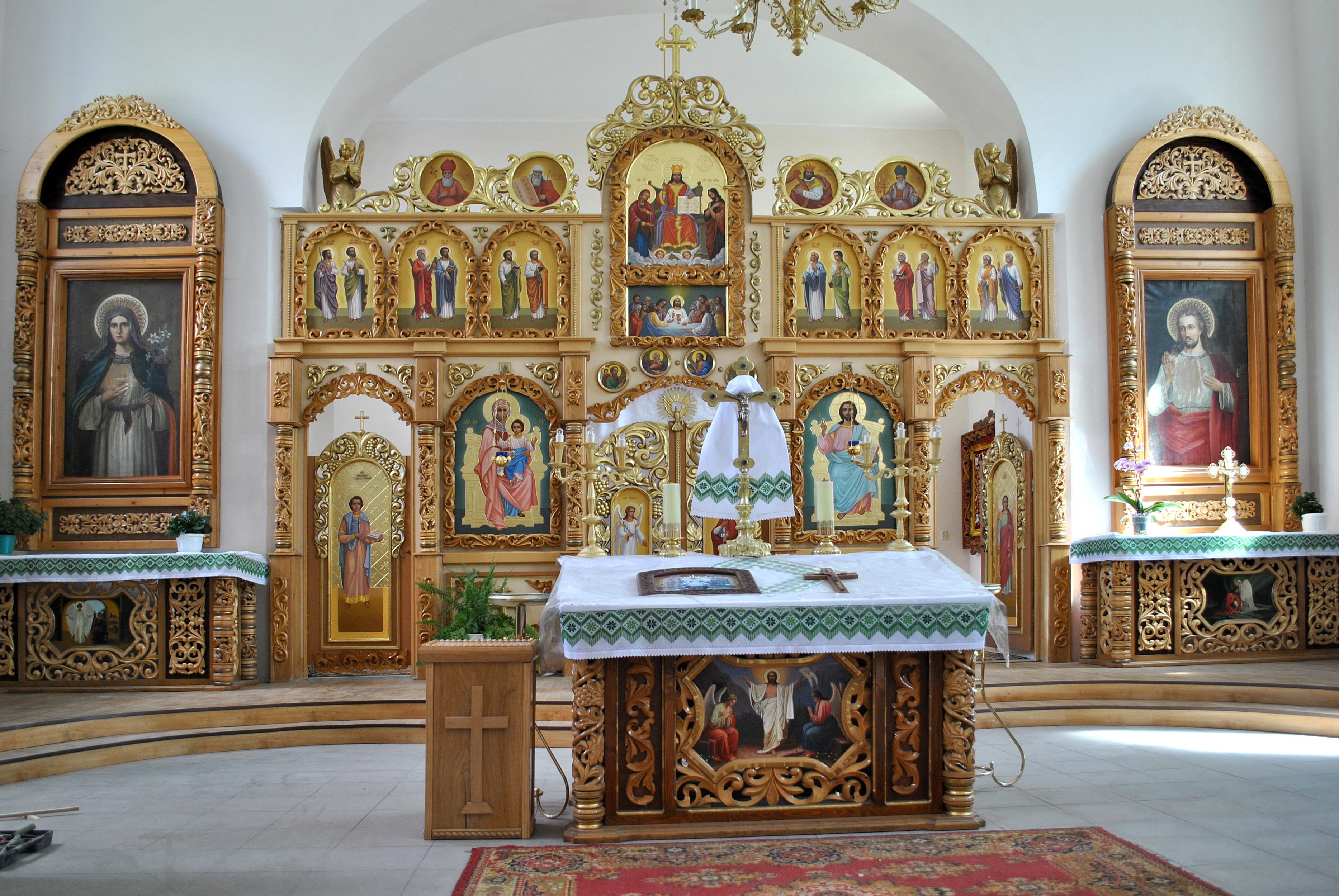
Ikonostas cerkwi Zmartwychwstania Pańskiego
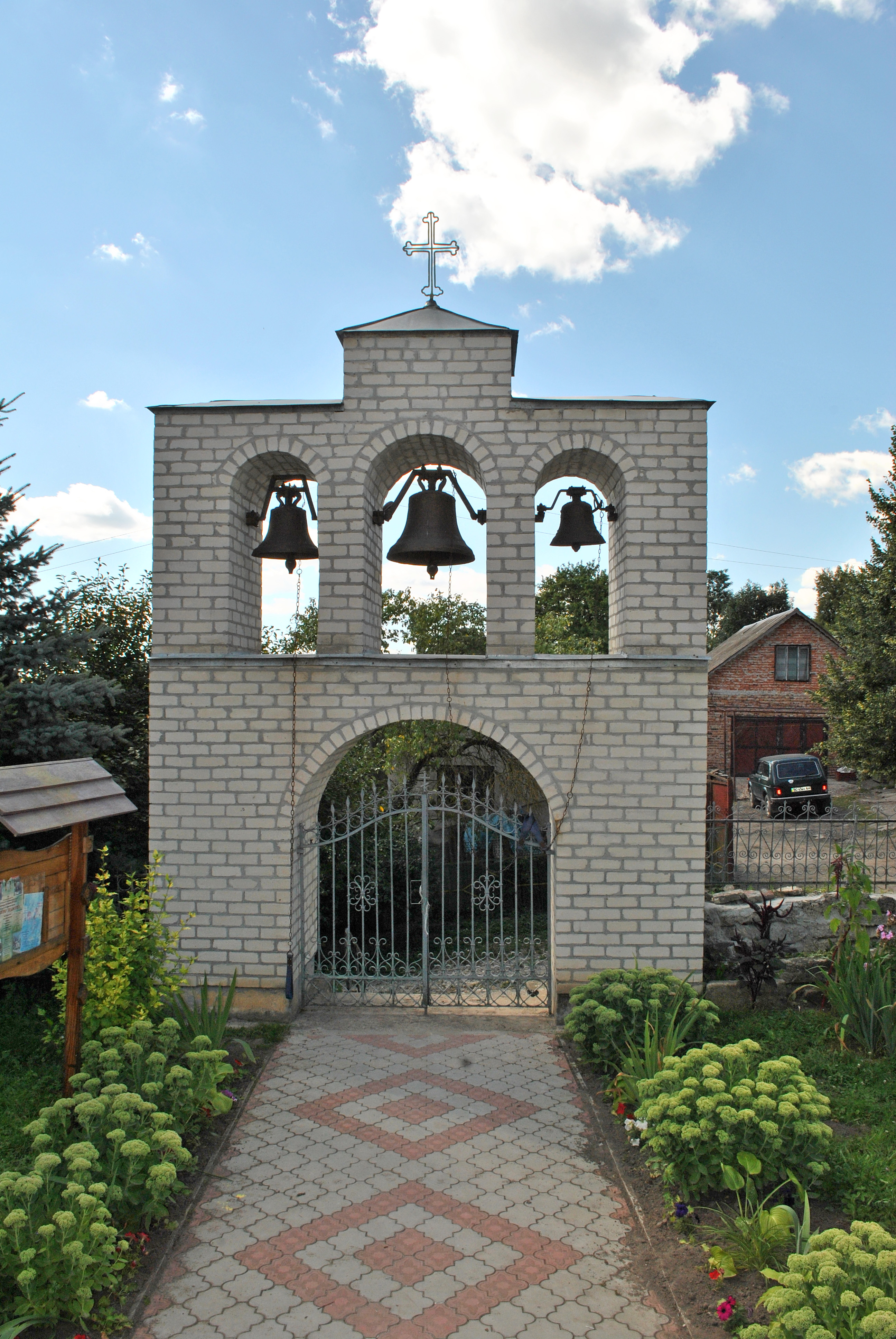
Dzwonnica cerkwi Zmartwychwstania Pańskiego